# Das Jahr des Teufels
Das Jahr des Teufels ist eine tschechische Mockumentary über das Leben des Liedermachers Jaromír Nohavica.

## Handlung

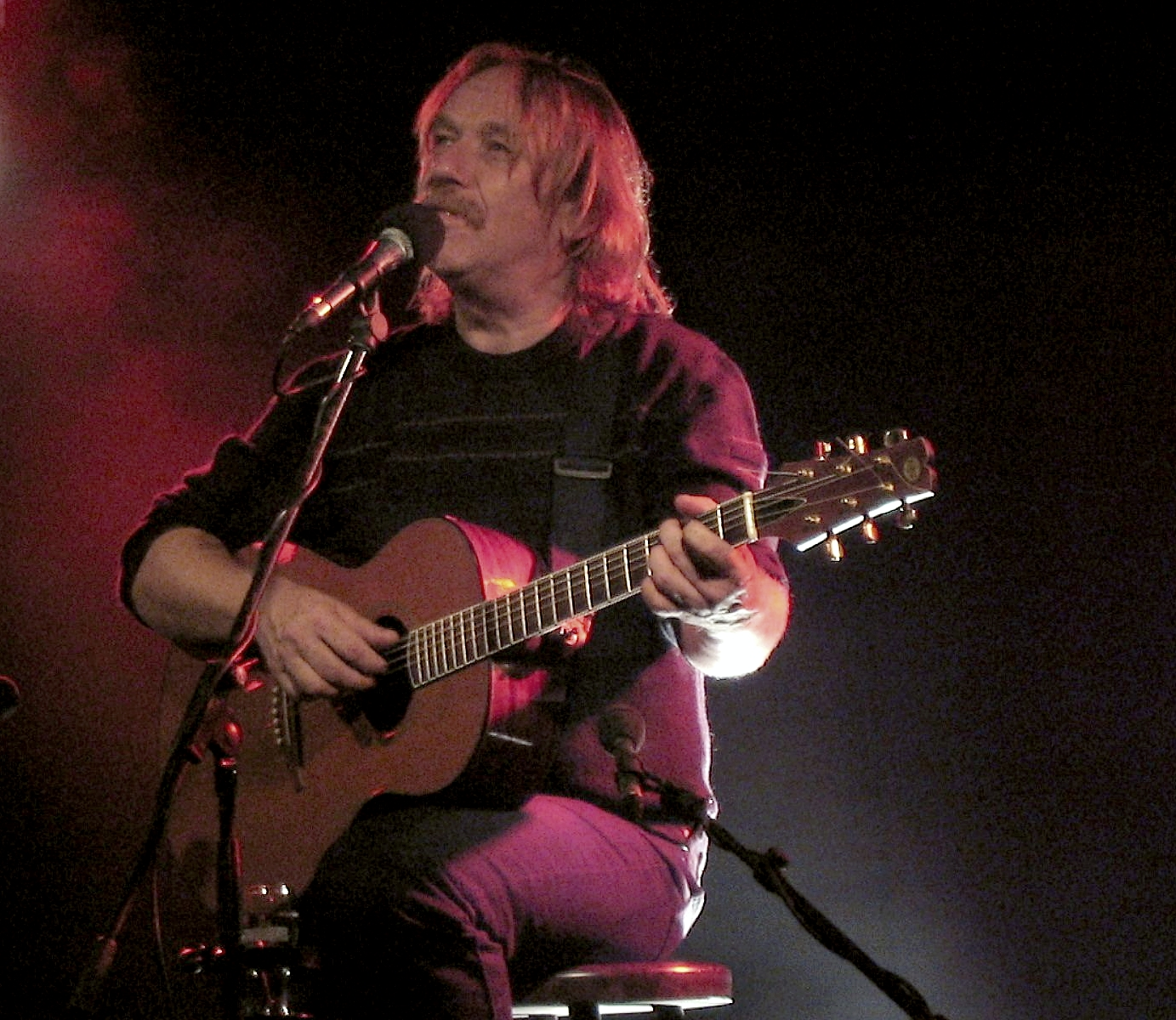
Jaromír Nohavica

Ein niederländischer Filmemacher dreht in Tschechien einen Dokumentarfilm über ein Sanatorium für Alkoholiker. In diesem Sanatorium lernt er den tschechischen Liedermacher Jaromír Nohavica kennen, ohne zu wissen, dass dieser Mann in Tschechien eine Legende ist. Der Poet, Musiker und Freund Nohavicas Karel Plíhal ist zwar kein Alkoholiker, dennoch gefällt ihm die Abgeschlossenheit und Sicherheit des Sanatoriums so gut, dass er beschließt, dort zu bleiben. Da dies für einen Nichttrinker nicht geht, entwickelt er andere Phobien – bis hin zur völligen Schweigsamkeit. Plíhal möchte von seinem Freund Nohavica, dass dieser mit der Hochzeits- und Beerdigungsfolkgruppe Čechomor auftritt. Nohavica sucht den Kontakt zu den Bandmitgliedern, die gleichzeitig ein Angebot von Jaz Coleman (Killing Joke) haben, mit der Philharmonie aufzutreten. Die Band entscheidet sich jedoch für die Legende Nohavica.
Der Film begleitet die Band ein Jahr lang von Auftritt zu Auftritt, nähert sich so Nohavica und zeigt den Aufstieg einer vollkommen unbekannten Folkband zu nationalen Helden. Gleichzeitig beschäftigt er sich mit den Dämonen des Alkohols und Mythen eines entmystifizierten Alltags.

## Hintergrund
Der Film gehört in Tschechien zu den populärsten Filmen der letzten Jahre. Nach seiner Kinopremiere am 7. März 2002 erreichte er innerhalb von 8 Wochen 100.000 Zuschauer in Tschechien. Im Sommer des gleichen Jahres gewann er das Internationale Filmfestival von Karlovy Vary und wurde anschließend auf zahlreichen internationalen Filmfestivals gezeigt.

## Auszeichnungen
Neben dem Sieg in Karlovy Vary gewann der Film 2003 sechs Böhmische Löwen, u. a. in der Kategorie Bester Film des Jahres. Beim Filmfestival Cottbus hatte er am 2. November 2002 seine deutsche Premiere und erhielt bei diesem Festival den FIPRESCI-Preis sowie den Findlingspreis.